# ماریوش فیرستنبرگ
ماریوش فیرستنبرگ (انگلیسی: Mariusz Stanisław Fyrstenberg؛ زادهٔ ۸ ژوئیهٔ ۱۹۸۰) تنیس‌باز بازنشسته اهل لهستان است.